# Miranda NG
Miranda Instant Messenger е компактен клиент за множество мрежи за обмяна на съобщения. Програмата е с отворен код (под GNU GPL) и работи под Windows. Може да се пуска от флаш драйв.
Miranda IM представлява клиент на модулен принцип, чиито функции се разширяват и изменят чрез много различни плъгини, включително и всички протоколи, като съществуват различни техни версии с различни допълнителни функции. Предлаганата на сайта Miranda е някакъв комплект от базовата програма и най-необходимите плъгини, а на разни сайтове се предлагат други сборки с написани от други плъгини.
Miranda IM има много възможности за промени във външния вид и функционалността му. По-напредналите потребители могат да настроят много аспекти на работата на клиента и да използват възможностите на протокола оптимално и даже повече – има плъгини за протоколи с хакове. Същевременно клиентът остава приятелски настроен към по-неопитните потребители, тъй като притежава прост и разбираем интерфейс.
Ако не се качат плъгините за „шарении“, Miranda IM е изключително лек клиент. С двата най-разпространени протокола – ICQ и IRC, той може да се пусне на 166/32 RAM, a на PC 200 MHZ/64MB РАМ работи, без да личи натоварване.

## Поддържани протоколи
- MSN / .NET – частично чрез IE, само за логването
- AIM
- BNet
- Gadu-Gadu
- ICQ – чисто
- IRC – чисто
- Jabber and GTalk
- NetSend
- RSS News – чисто
- Skype – чрез Skype и добавка Архив на оригинала от 2006-10-23 в Wayback Machine.
- QQ
- Tlen
- Yahoo!
- Twitter

Забележка: отбелязаните с „чисто“ протоколи са изцяло осъществени в съответния плъгин. Някои протоколи искат да има съответната програма и/или Internet Explorer, настроен така, че да вижда Интернет. Списъкът не е попълнен докрай.

## История на разработката

### Версии 0.0.x
Разработката е започната от Roland Rabien (figbug) на 2 февруари 2000 г. Официалното ѝ име е Miranda ICQ и представлява малък клонинг на оригиналния ICQ клиент. Първата официална версия на Miranda е 0.0.1 и излиза на 6 февруари 2000 г. Тя използва LibICQ, няма поддръжка за история на съобщенията, бази данни и добавки, но има размер под 100KB. Оттогава започва усилено разработване на Miranda ICQ.
Във версия 0.0.4 има сериозна нова функционалност към Miranda – MegaHAL, бот за чат. Той позволява автоматичен чат между Miranda и други ICQ потребители. Поддръжката за добавки се появява с версия 0.0.6. Добавката „Logger“ е първата такава в официалния пакет на Miranda, а AutoAway, Status Notify и Talk са първите три допълнителни добавки, достъпни за сваляне.

### Версии 0.1.x
След появяването на версия 0.0.6.1 на 26 декември 2000 г. оригиналните разработчици напускат проекта. Тогава Richard Hughes (cyreve) поема развитието на Miranda и пуска първата своя версия 0.1.0.0 на 8 април 2001. Тя е огромен скок напред в сравнение с предишната и по-голямата част от кода е пренаписана. Разделеният прозорец за чатене е първият модул за обмяна на съобщения под формата на добавка. Около версия 0.1.1.0 се появява и поддръжката за MSN, както и възможност за многоезичен интерфейс. Това е първата стъпка на превръщането на Miranda в многоезичен клиент, поддържащ множество протоколи.
След версия 0.1.0.0, Miranda продължава да се развива бързо. По времето на 0.1.2.1 (28 февруари 2002 г.) съществуват около 50 добавки. Съществува и добавка, наречена Lizard, която позволява да се използват „кожи“. Разработката на Lizard спира малко след това, тъй като се оказва, че добавката не е стабилна. Много от „кожите“, ползвани от Lizard, могат да бъдат намерени на официалния сайт на Miranda IM.

### Версии 0.2.x
След мистериозното изчезване на cyreve през юни 2002 г. разработчиците Martin Öberg (Strickz), Robert Rainwater, (rainwater), Sam K (egoDust) и Lyon Lim (lynlimz) се заемат с проекта. Протоколът MSN се поема от Rako Shizuka, който е участвал и в разработката на първата версия на Yahoo! Messenger протокола, който е третият поддържан от Miranda. Въпреки това, добавката е със затворен код и по-късно е пренаписана от новия разработчик Gennady Feldman, тъй като протоколът се развива и я прави безполезна. MSN е първият протокол, който позволява да се направи копие на .dll файла му и да се използват няколко акаунта едновременно.
Първите протоколи, които не са за размяна на съобщения, са RSS News и Weather, които се появяват в този период. Те позволяват потребителят да получава допълнителна информация чрез Miranda. Поради значително разширената поддръжка на протоколи, проектът е официално преименуван на Miranda IM на 17 декември 2002 г.
Версия 0.2 на Miranda IM се появява на 1 февруари 2003 г., около 3 години след започването на проекта. Версия, коригираща бъгове, се появява след около 2 седмици. По това време са достъпни около 150 добавки за Miranda. След появяването на 0.2 има и дискусия за преименуване на програмата и отстраняване на ICQ поддръжката от ядрото на клиента.

### Версии 0.3.x
Сериозна промяна във версия 0.3, излязла на 23 юни 2003 г., е отстраняването на ICQ от ядрото на програмата. Сега вече поддръжката за този протокол е под формата на добавка, както е и тази за MSN и Yahoo! Messenger протоколите. Оттогава Miranda IM може да работи без поддръжката за ICQ протокола. В този период проектът се премества на нов сайт – [miranda-im.org miranda-im.org], оборудван с нов форум и листинг на файловете.
Добавките да протоколи на версия 0.3 включват ICQ, MSN, AIM и Jabber. Протоколът Yahoo! вече не е включен в пакета поради затворения си код. По-късно е добавена поддръжка за IRC от Jörgen Persson (m8rix), във версия 0.3.1 от 8 август 2003 г.
Друга сериозна промяна е превръщането на модула за обмяна на съобщения в добавка. Това намалява размера на изпълнимия файл и стимулира бързата разработка на още такива модули. През този период се появяват много вариации на модулите за обмяна на съобщения – SRMM, SRAMM, SRMM_mod и други. Всички те предлагат различни нововъведения и промени на оригиналната версия. Броят добавки за Miranda IM се увеличава бързо. По времето на излизането на версия 0.3.3 на 19 април 2004 г. има около 250 достъпни добавки.

### Версии 0.4.x
Версия 0.4 на Miranda IM излиза на 7 април 2005 г. Тя е първата версия, която има поддръжка за Yahoo! протокола в официалния пакет. Други важни промени са отстраняването от ядрото на модулите за листа с контакти и база данни и превръщането им в добавки. В резултат на това се появяват 4 вариации на модула за листа с контакти – оригинален (clist_classic), такъв с поддръжка за много прозорци (clist_mw), модерна листа с контакти (clist_modern) и по-красива листа, с възможности за промяна на външния вид (clist_nicer). Други известни добавки от този период са тези за обмяна на съобщения в табове (tabsrmm и scriver), HTML логване на съобщения (IE view), добавка за скриптове (mbot) и добавка за meta контакти. По времето на версия 0.4 има повече от 400 достъпни добавки.

### Версии 0.5.x
Версия 0.5 на Miranda IM излиза на 28 юли 2006 г. Тя е първата версия, която има unicode поддръжка като опция за сваляне за потребителите на Windows NT, 2000 и XP. Нововъведение е и поддръжката на AIM Oscar, позволяваща на потребителите да обменят файлове и да получават away съобщения. Тази версия предлага и усъвършенствана поддръжка за аватари в различните протоколи.

### Версии 0.6.x
Версия 0.6 на Miranda IM все още е в разработка, но нововъведенията вече са ясни. Някои от тях са по-добро управление на паметта, използване на нишки и усъвършенствана UTF-8 и UPnP поддръжка.

### Планове за бъдещето
Съществува дискусия за бъдеща версия 1.0, която ще има напълно пренаписана кодова база и предлагаща функционалност отвъд границите на сегашната архитектура. Очакват се, например, по-добри възможности за ползване на няколко акаунта с един протокол едновременно и по-добра поддръжка за чат между няколко потребители на ICQ протокола. Въпреки усилената разработка, все още не е ясно кога ще излезе версия 1.0.

## По-известни добавки
- IEView Архив на оригинала от 2006-08-23 в Wayback Machine. – емотикони, табове и др.
- History++[неработеща препратка] – по-красив и функционален екран за разглеждане на логовете
- KeepStatus[неработеща препратка] – поддържа ви онлайн, ако има проблеми с връзката
- Last Seen Архив на оригинала от 2006-05-07 в Wayback Machine. – показва кога за последно даден потребител е видян онлайн и какъв е бил статусът му
- mToolTip Архив на оригинала от 2006-08-09 в Wayback Machine. – балони с информация за даден потребител в стил icq5
- SmileyAdd[неработеща препратка] – добавя поддръжка за т.нар. smilies (или емотикони)
- Updater Архив на оригинала от 2007-09-27 в Wayback Machine. – улеснява обновяването на добавките
- WhoIsReadingMyStatusMsgNotify Архив на оригинала от 2006-07-16 в Wayback Machine. – показва кой чете вашето съобщения за статуса